# برص أبو أربع نقط
برص أبو أربع نقط أو برص مصري (باللاتينية: Tarentola annularis) (بالإنجليزية: White-spotted Gecko)‏ أو (بالإنجليزية: Ringed wall Gecko)‏ أو (بالإنجليزية: Egyptian Gecko)‏ ، هو نوع ينتمي إلى (فصيلة: Phyllodactylidae) .

## روابط خارجية
- زواحف المملكة العربية السعودية
- الزواحف والبرمائيات في مصر
- التنوع البيولوجي في مصر
- الحياة البرية في الإمارات
- التنوع الحيوي بالسلطنة
- دليل الحياة البرية في تونس
- متحف الزواحف في كلية علوم دمياط